# Pisarzowice (powiat krapkowicki)
Pisarzowice (dodatkowa nazwa w j. niem. Schreibersdorf) – wieś w Polsce położona w województwie opolskim, w powiecie krapkowickim, w gminie Strzeleczki. Historycznie leży na Górnym Śląsku, na ziemi prudnickiej. Położona jest na terenie Kotliny Raciborskiej, będącej częścią Niziny Śląskiej, w dorzeczu Osobłogi.
W latach 1945–1954 miejscowość należała do gminy Kórnica w powiecie prudnickim. W latach 1975–1998 miejscowość należała administracyjnie do ówczesnego województwa opolskiego.
Według danych na 2022 wieś była zamieszkana przez 423 osoby.
Do wsi należy przysiółek Buława.

## Geografia

### Położenie
Wieś jest położona w południowo-zachodniej Polsce, w województwie opolskim, około 15 km od granicy z Czechami, w zachodniej części Kotliny Raciborskiej, tuż przy granicy gminy Strzeleczki z gminą Biała (powiat prudnicki). Należy do Euroregionu Pradziad. Położona jest w dorzeczu Osobłogi.
| SIMC       | Nazwa    | Rodzaj                      |
| ---------- | -------- | --------------------------- |
| nie nadano | Amerykan | uroczysko-dawna miejscowość |
| 0503563    | Buława   | przysiółek                  |

## Nazwa
W historii nazwa wsi zapisywana była w językach łacińskim, polskim oraz niemieckim. W alfabetycznym spisie miejscowości na terenie Śląska wydanym w 1830 roku we Wrocławiu przez Johanna Knie wieś występuje pod polską nazwą Pisarzowic oraz niemiecką Schreibersdorf.
Topograficzny opis Górnego Śląska z 1865 roku notuje wieś pod niemiecką nazwą Schreibersdorf, a także wymienia polską nazwę Pisarcowice we fragmencie: "Schreibersdorf (1301 Villa Scriptoris, 1383 Schreibersdorf, polnisch Pisarcowice)". 15 marca 1947 r. nadano miejscowości, wówczas administracyjnie należącej do powiatu prudnickiego, polską nazwę Pisarzowice.

## Historia

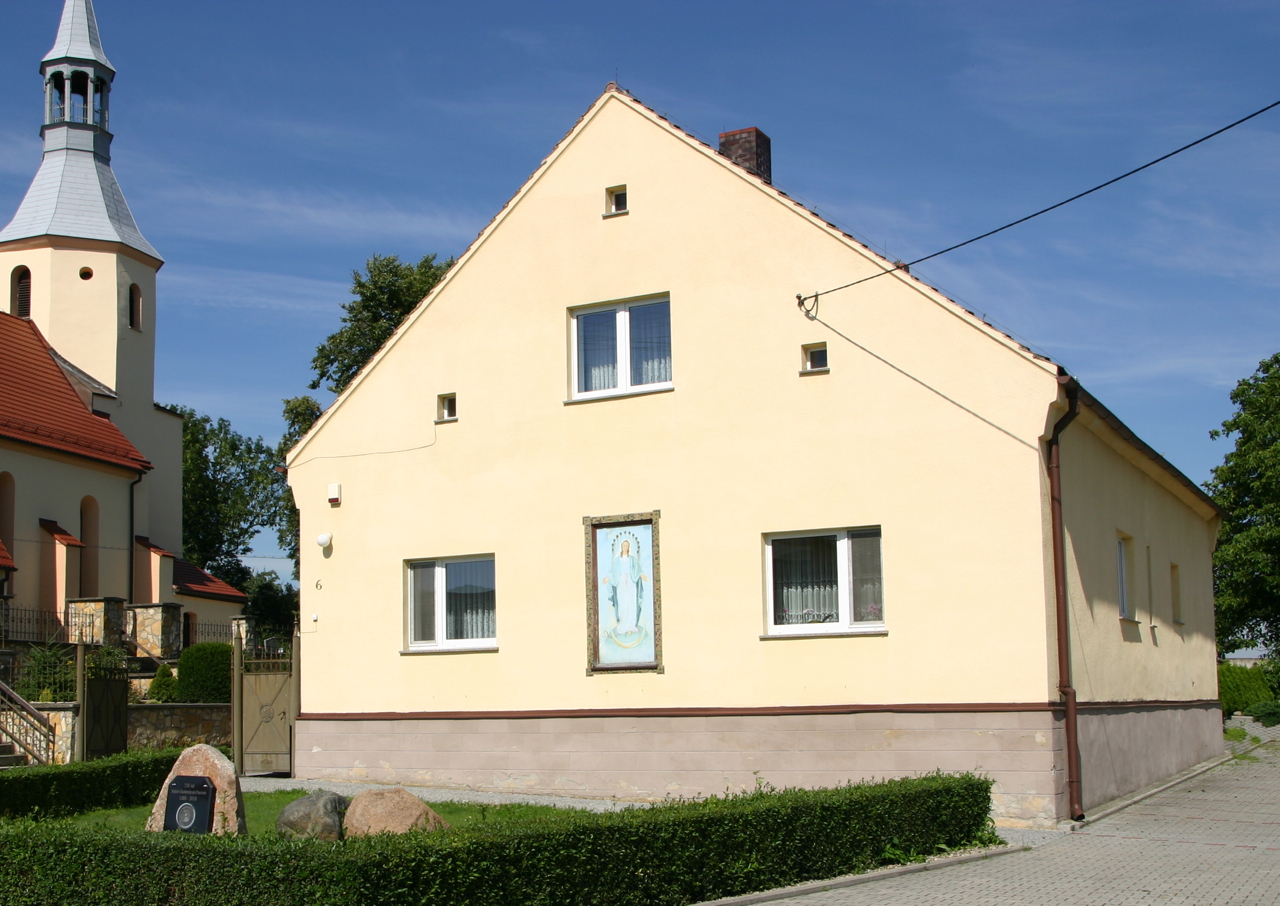
Tablica upamiętniająca 725-lecie Pisarzowic (1285–2010)

Wieś została założona w XIII wieku. Najstarszą pośrednią wzmianką o istnieniu Pisarzowic jest dokument wystawiony po łacinie w Głogówku 1 października 1285, kończący spór własnościowy między klasztorem cystersów w Lubiążu a przedstawicielami rodziny rycerskiej, która później była właścicielami Pisarzowic. Do dokumentu przywieszono obok pieczęci książęcej, pieczęć rycerską o napisie w otoku „+ S'ADE DE SCRIPTORIS VILLA” (wieś pisarza), będąca pieczęcią rycerza Adko. W tym czasie powstała w Pisarzowicach pierwsza obronna siedziba rycerska znajdująca się na wschód od wsi. Wieś należała do księcia Bolka I opolskiego i jego rycerza Adama.

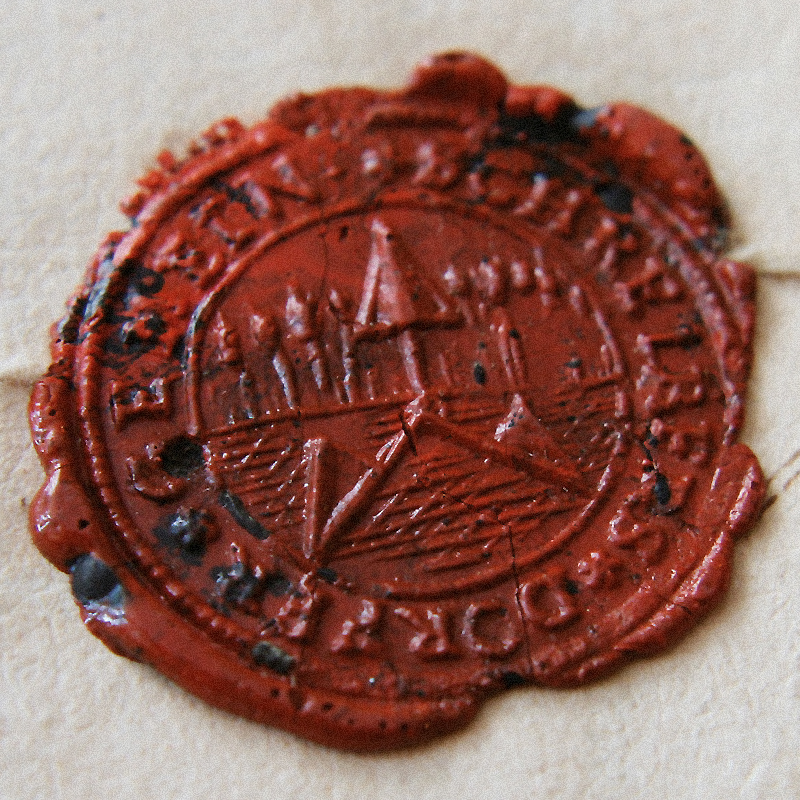
Pieczęć Pisarzowic (1722)

Na początku XIV wieku w Pisarzowicach znajdowały się dwa młyny, karczma, kościół, folwark. Informacje o tym potwierdza dokument z 17 listopada 1301 roku wystawiony w Krasiejowie, w którym stwierdzono, że rycerz Adko, za zgodą swych synów Dytryka i Adka, oraz swych braci przyrodnich Gotarda i Przedbora, dokonał zamiany z opatem Janem z Henrykowa wsi Pisarzowice (villa scriptoris), na wieś Milejowice w księstwie bytomskim (Mileiowiz in terra Bytomensi). W konsekwencji, jako że klasztor w Henrykowie był filią klasztoru w Lubiążu, miejscowość stała się własnością klasztoru cystersów w Lubiążu. Wzmiankowany w 1301 kościół w Pisarzowicach był jednym z najstarszych na ziemi prudnickiej. W czasie rejzy husytów na Śląsk, w marcu 1428 wieś została zniszczona i ograbiona przez husytów.
W 1561 kanclerz księstwa opolskiego Mikołaj Lassota na Steblowie kupił Pisarzowice od wdowy Katarzyny Janikowskiej. Od 1580 do 1646 tutejsza parafia była w rękach protestantów. W 1584 wieś Pisarzowice kupił Adam Schoff Gotsch (Schaffgotsch) z Czyżowic koło Prudnika. W 1597 właścicielem wsi był Wacław Dzierżanowski. W 1646 stała się własnością rodu Oppersdorffów z Głogówka, którzy pozostali jej właścicielami do 1945. Oppersdorffowie wznieśli we wsi folwark. W tym czasie istniała tu również szkoła katolicka. Około połowy XVIII wieku Oppersdorffowie wznieśli późnobarokowy pałac w Pisarzowicach, nazywany Wdowim Zamkiem (niem. Witwenschloss).

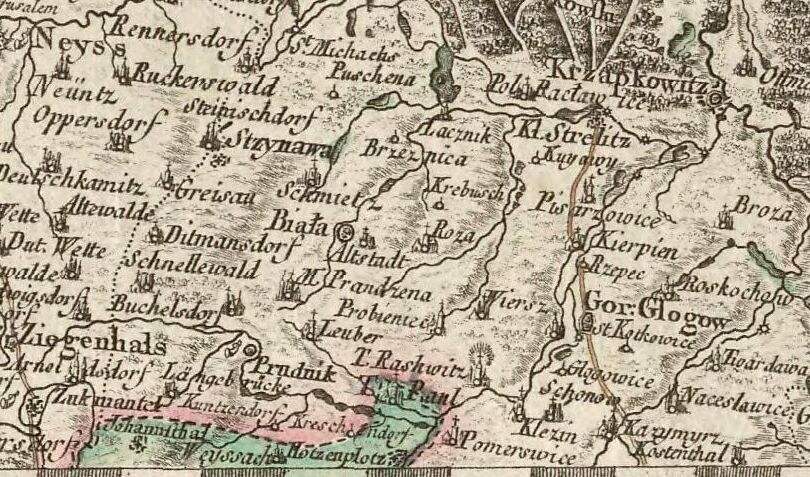
Pisarzowice wśród miejscowości ziemi prudnickiej na polskojęzycznej mapie z 1772

Do 1742 wieś należała do powiatu sądowego głogóweckiego w Monarchii Habsburgów. Po I wojnie śląskiej znalazła się w granicach Królestwa Prus i weszła w skład powiatu prudnickiego w prowincji Śląsk. W 1783 we wsi, należącej do Oppersdorffów, mieszkało 357 osób. Pośród nich było 13 rodzin kmiecych, 22 zagrodnicze oraz 19 chałupniczych. Znajdował się w niej folwark, kościół oraz szkoła.

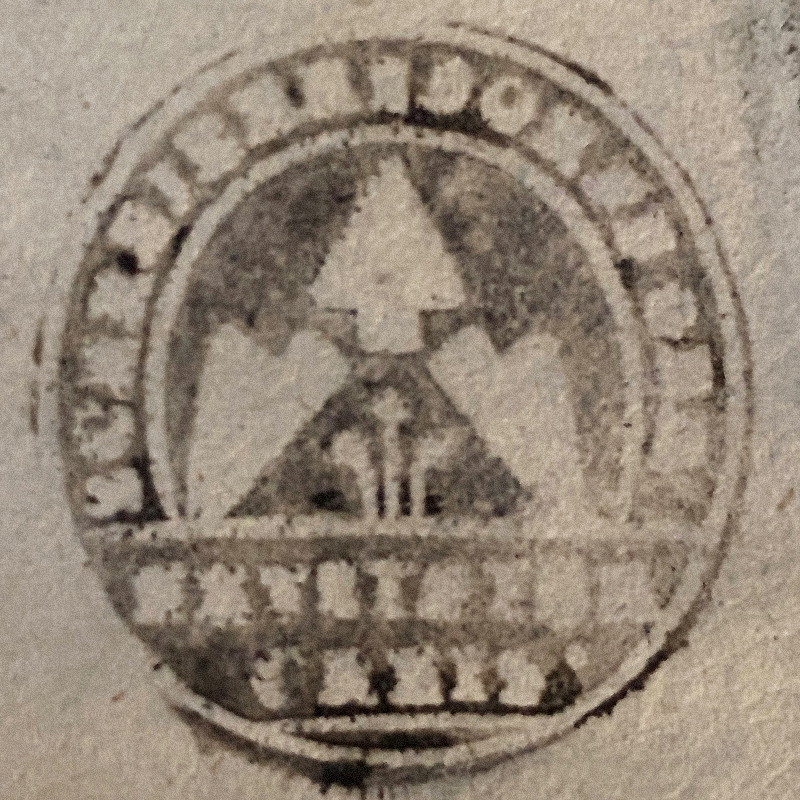
Pieczęć Pisarzowic (1836)

Wieś posiadała swoją własną pieczęć, która przedstawiała w polu trzy lemiesze w skos obok siebie, w dole kępę traw, a w otoku napis: GEMEINDE SCHREIBERSDORF / KREIS NEUSTADT (pol. Gmina Pisarzowice / Powiat Prudnicki). Od 6 do 9 listopada 1831 w Pisarzowicach panowała epidemia cholery. Według spisu ludności z 1 grudnia 1910, na 587 mieszkańców Pisarzowic 42 posługiwało się językiem niemieckim, a 545 językiem polskim.

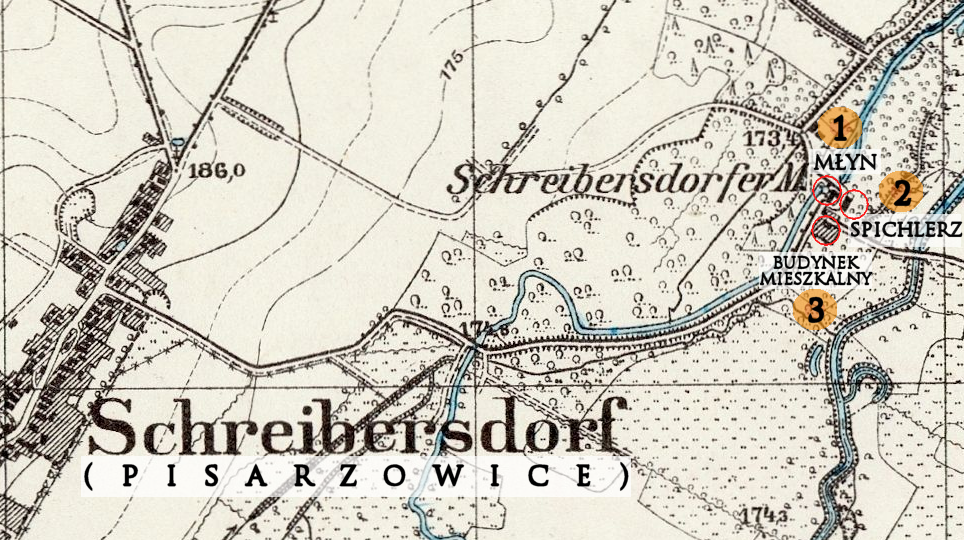
Mapa Pisarzowic i pobliskiego kompleksu młyńskiego (1936)

W 1921 w zasięgu plebiscytu na Górnym Śląsku znalazła się tylko część powiatu prudnickiego. Pisarzowice znalazły się po stronie wschodniej, w obszarze objętym plebiscytem. Do głosowania uprawnionych było w Pisarzowicach 450 osób, z czego 290, ok. 64,4%, stanowili mieszkańcy (w tym 277, ok. 61,6% całości, mieszkańcy urodzeni w miejscowości). Oddano 444 głosy (ok. 98,7% uprawnionych), w tym 444 (100%) ważne; za Niemcami głosowało 416 osób (ok. 93,7%), a za Polską 28 osób (ok. 6,3%). W latach 20. XX wieku w Pisarzowicach powstał pomnik upamiętniający mieszkańców wsi, którzy zginęli podczas I wojny światowej (rozbudowany po II wojnie światowej). W 1933 Wilhelm Rogosz, Alfons Ilka i Józef Kulpa założyli jednostkę straży pożarnej w Pisarzowicach. W 1934 mieszkańcy zbudowali remizę.
Po II wojnie światowej, od marca do maja 1945 powiat prudnicki znajdował się pod kontrolą radzieckiej komendantury wojskowej. 11 maja 1945 polska administracja przejęła władzę cywilną w powiecie prudnickim. Mieszkańcom Pisarzowic, posługującym się dialektem śląskim bądź znającym język polski, pozwolono pozostać we wsi po otrzymaniu polskiego obywatelstwa.
W latach 1945–1950 Pisarzowice należały do województwa śląskiego, a od 1950 do województwa opolskiego. W latach 1945–1954 wieś należała do gminy Kórnica, w latach 1954–1957 do gromady Kierpień, w latach 1957–1959 do gromady Komorniki, a w latach 1959–1972 do gromady Dobra.
Do 1957 roku Pisarzowice należały do powiatu prudnickiego. W związku z reformą administracyjną, w 1957 Pisarzowice zostały odłączone od powiatu prudnickiego i przyłączone do nowo utworzonego krapkowickiego.
Jednostka ochotniczej straży pożarnej w Pisarzowicach została reaktywowana w 1947. W 1949 we wsi znajdowały się między innymi: szkoła podstawowa prowadzona przez Inspektorat Szkolny w Prudniku, kotlarz. W latach 60. XX wieku w miejscowej szkole pracowało trzech nauczycieli. Na bazie znacjonalizowanego majątku w Pisarzowicach utworzono państwowe gospodarstwo rolne. W 2010 na skwerze obok kościoła w Pisarzowicach zamontowano pamiątkową tablicę upamiętniającą obchody 725-lecia istnienia wsi.

## Mieszkańcy

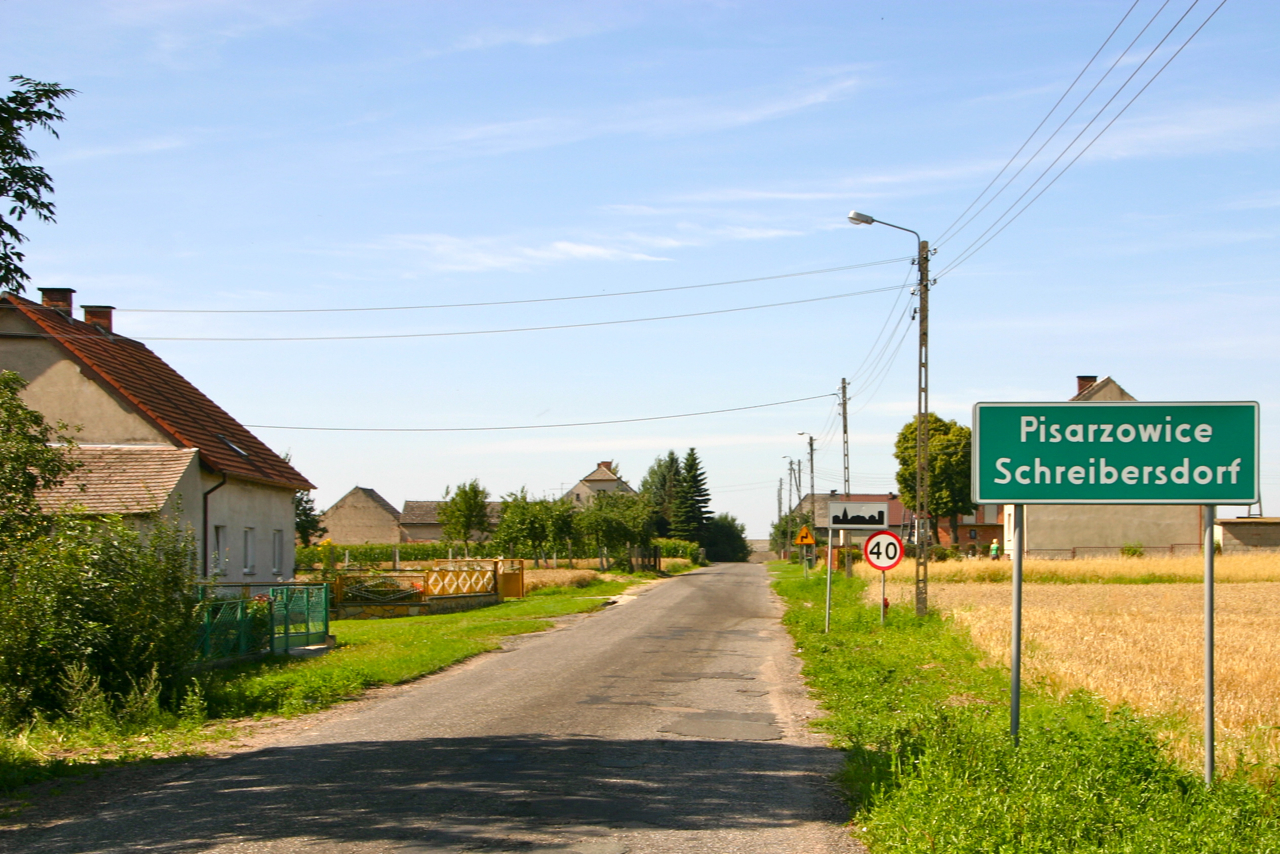
Tablica z podwójną nazwą przed wjazdem do Pisarzowic od strony Strzeleczek

Miejscowość zamieszkiwana jest przez mniejszość niemiecką oraz Ślązaków. Mieszkańcy wsi posługują się gwarą prudnicką, będącą odmianą dialektu śląskiego. Należą do podgrupy gwarowej nazywanej Kamiyniołrzy.

### Liczba mieszkańców wsi
- XVIII wiek – 357
- 1871 – 607[39]
- 1885 – 604[40]
- 1905 – 600[41]
- 1910 – 587[25]
- 1933 – 628[42]
- 1939 – 583[42]
- 1966 – 513[43]
- 1998 – 505[44]
- 2002 – 481[44]
- 2009 – 485[44]
- 2010 – 459[45]
- 2011 – 446[44]
- 2018 – 434
- 2019 – 422[46]

## Zabytki

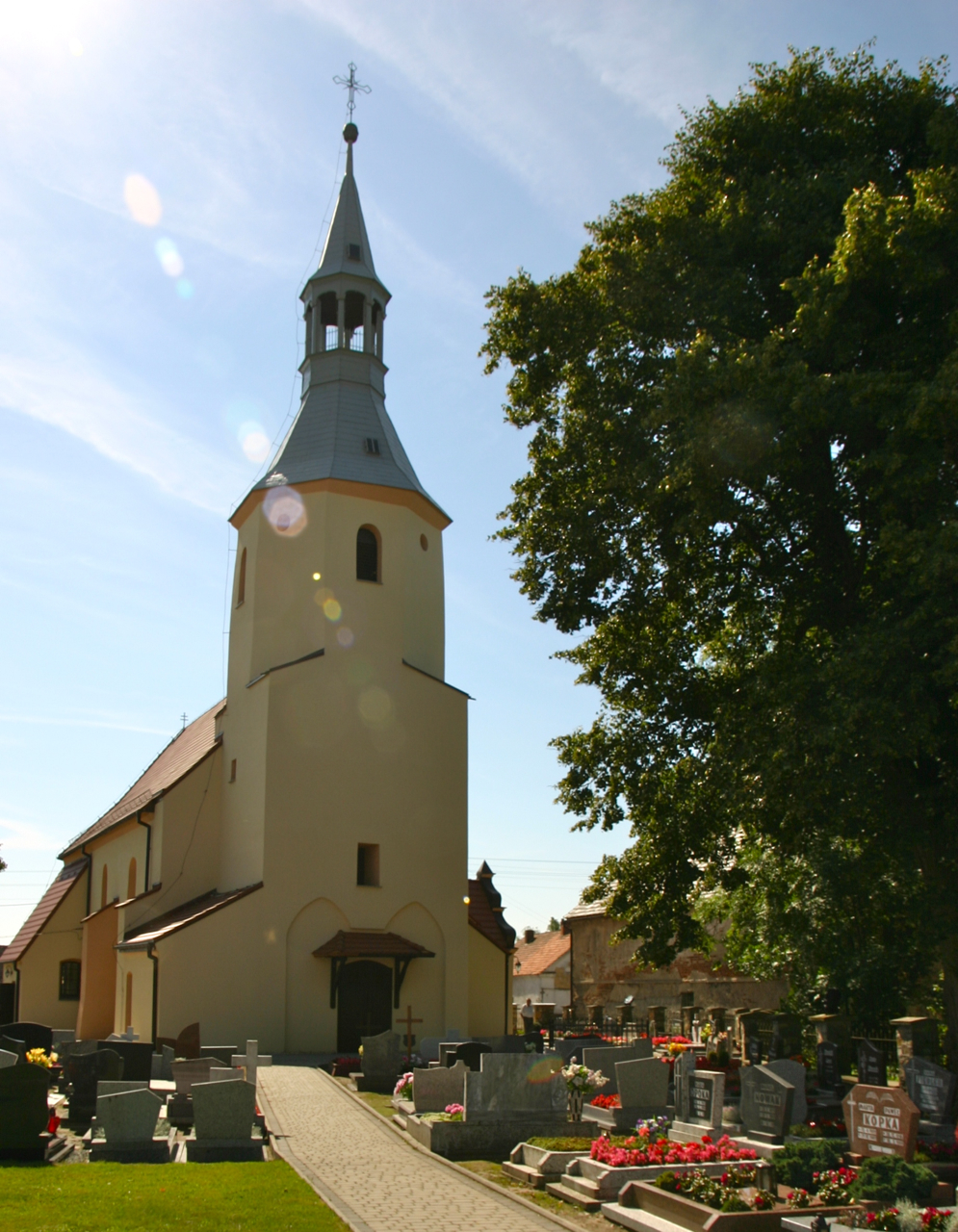
Kościół św. Michała Archanioła

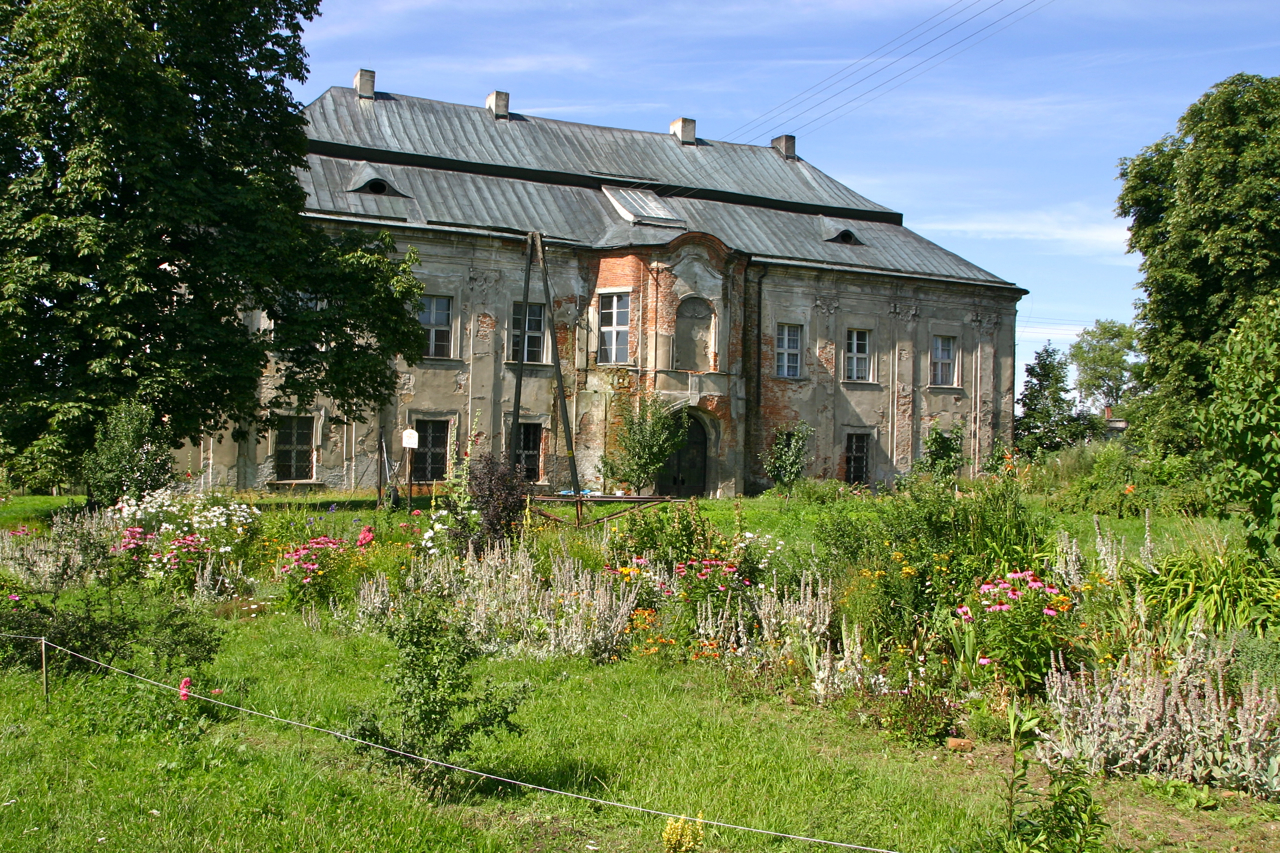
Pałac w Pisarzowicach

Do wojewódzkiego rejestru zabytków wpisane są:
- kościół parafialny św. Michała Archanioła – początki świątyni, wówczas pod wezwaniem Św. Trójcy, sięgają końca XIII w. Pierwsze wzmianki pochodzą z 1301 r. Niektóre części kościoła mogą pochodzić nawet z XIV w. Kruchta i kaplica zostały wzniesione około 1600 r. Kościół odnawiany był w latach 1784, 1858 i 1950. Wczesnogotycka część kościoła posiada elementy renesansowe i barokowe, a zbudowana została z cegły i kamienia. Nad kruchtą znajduje się szczyt zbudowany w 1600 r. W kościele znajdują się zabytkowe przedmioty kultu: krucyfiks z 1 poł. XVI w., barokowa monstrancja z XVII w. W kościele wyróżnia się płyta nagrobna z 1580 roku starosty opolskiego i właściciela Pisarzowic, Mikołaja Lesoty. Jest to dzieło późnorenesansowe z kamienia z płaskorzeźbą rycerza. Wokół świątyni rozciąga się średniowieczny mur z kamienia[10].
- pałac w Pisarzowicach pochodzący z połowy XVIII wieku, piętrowy, w stylu późnobarokowym. Posiada okazałą dwubiegową klatkę schodową. Sień wyposażona jest w 6 czworobocznych filarów. Od strony północnej zlokalizowana jest pałacowa kaplica. Od południa ulokowany jest dwukondygnacyjny spichlerz, nakryty dachem naczółkowym. Był siedzibą wdów z rodziny Oppersdorffów. Stanowi własność prywatną[10].

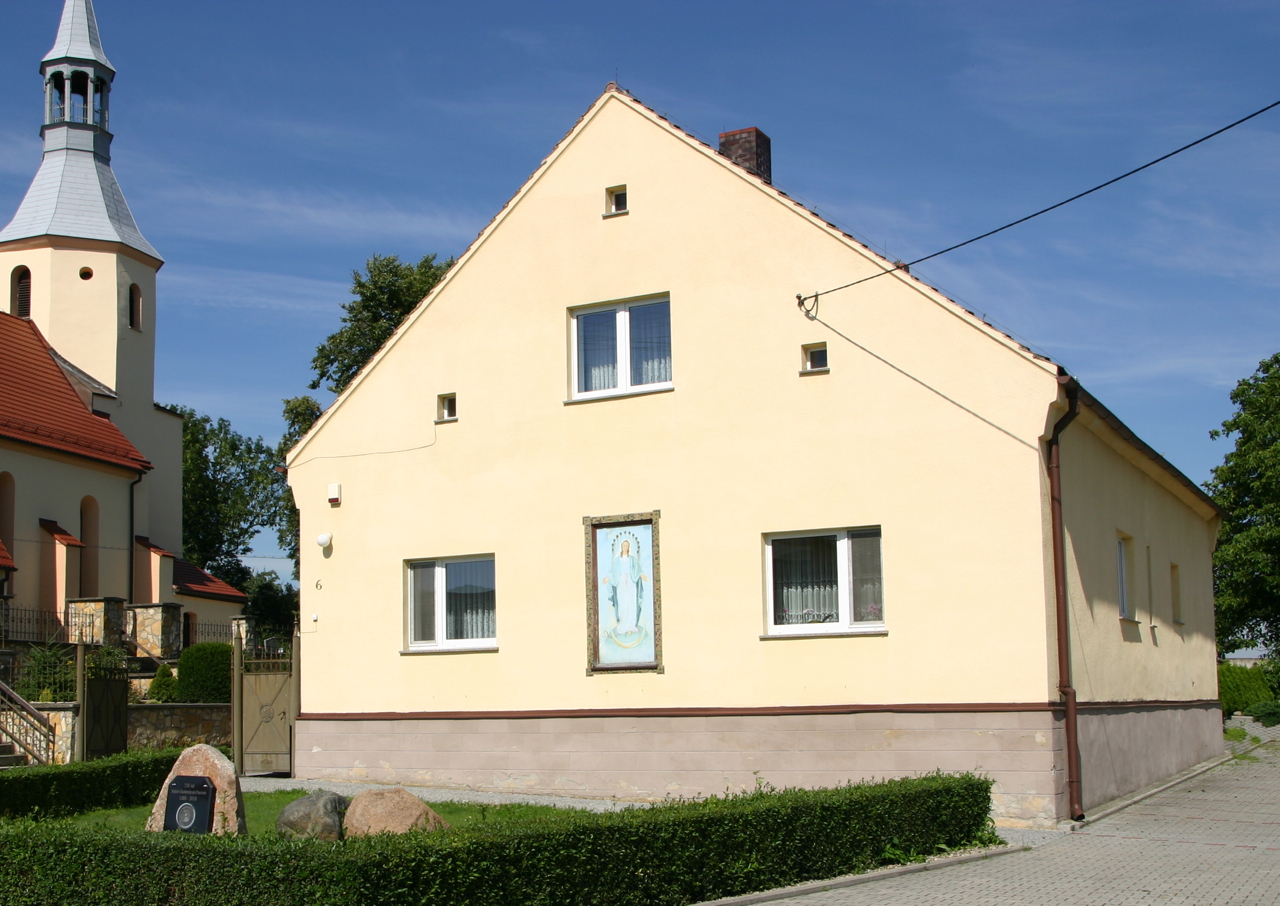
Plebania

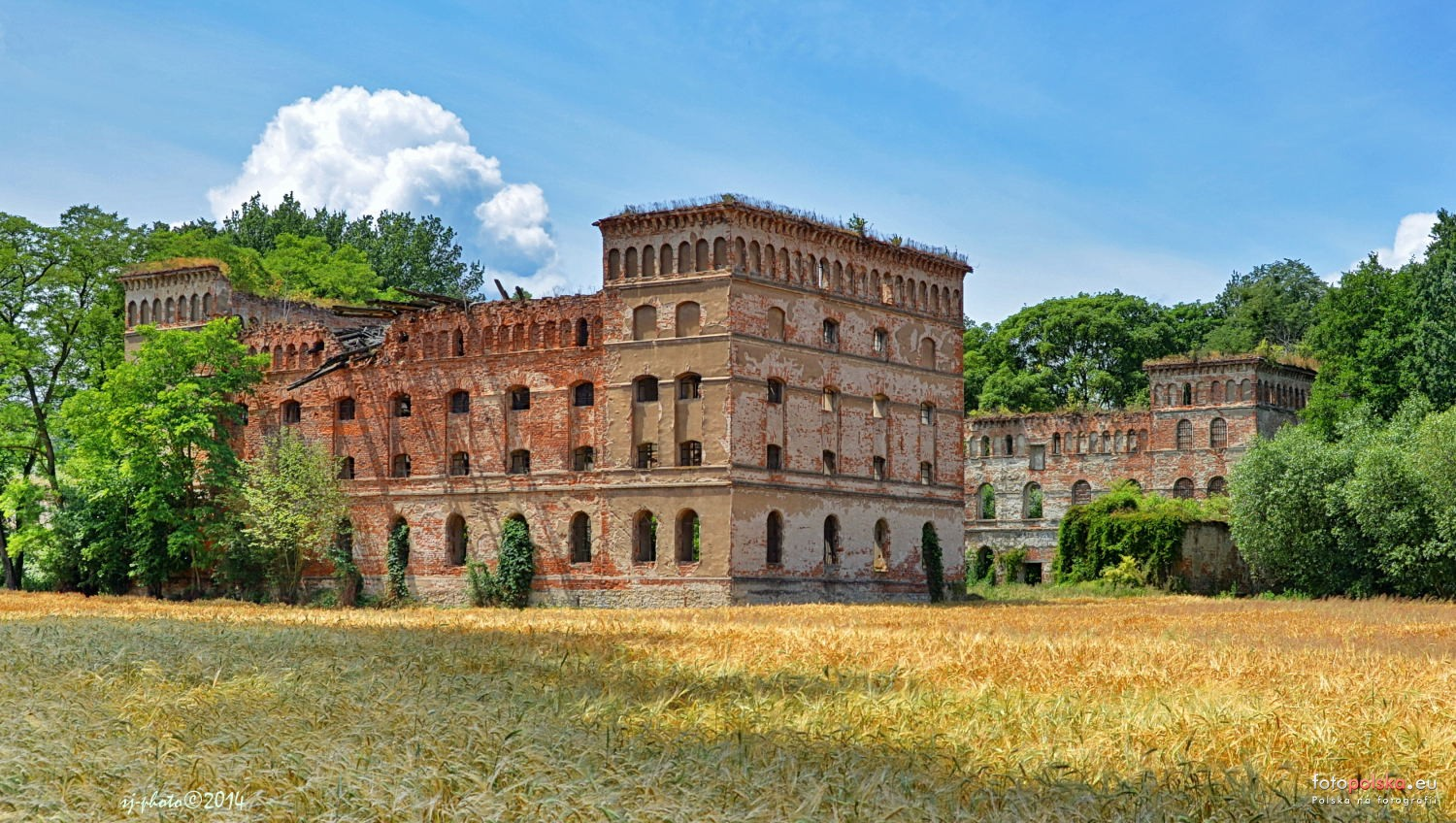
Kompleks młyński Amerykan

Zgodnie z gminną ewidencją zabytków w Pisarzowicach chronione są ponadto:
- kapliczka przy drodze do Strzeleczek
- plebania, nr 6
- zabudowania gospodarcze przy plebanii
- zespół folwarczny:
  - mur i brama
  - czworaki
  - dwie obory
  - stodoła
  - spichlerz
  - wozownia
  - stodoła
- kompleks młyński Amerykan
  - młyn, działka nr 564
  - dom mieszkalny z piekarnią
  - spichlerz
- bar (dawniej gospoda), nr 3
- domy nr: 5, 12, 20, 24, 26, 27, 36, 42, 48, 82
- przedszkole i mieszkanie (dawniej szkoła), nr 9
- szkoła, nr 80

Buława
- domy nr: 19, 23
- obora, nr 23
- obora, stajnia, spichlerz i mieszkanie w zespole folwarcznym, na gruntach gminy Głogówek, powiatu prudnickiego

## Pomniki i obiekty upamiętniające
- Pomnik poległych w I i II wojnie światowej – pomnik w Pisarzowicach powstały w latach 20. XX wieku jako upamiętnienie mieszkańców wsi, którzy polegli w I wojnie światowej. Dostawiono do niego dwie tablice z nazwiskami mężczyzn, którzy zginęli podczas II wojny światowej. Znajdują się na nich napisy po łacinie oraz krzyż z figurą Jezusa Chrystusa. Zgodnie z kryteriami w sprawie upamiętnień na obszarze RP żołnierzy niemieckich przyjętymi w uchwale Rady Ochrony Pamięci Walk i Męczeństwa w 1995, pomnik został uznany za prawidłowy[28].

## Transport
W zarządzie Wydziału Drogownictwa Starostwa Powiatowego w Prudniku znajduje się droga powiatowa nr 1255O relacji Zawada – Buława – Pisarzowice.

## Religia
W Pisarzowicach znajduje się katolicki kościół św. Michała Archanioła, który jest siedzibą parafii św. Michała Archanioła (dekanat Krapkowice).

## Turystyka
Oddział PTTK „Sudetów Wschodnich” w Prudniku ustanowił turystyczną Odznakę Krajoznawczą Ziemi Prudnickiej, którą zdobywa się poprzez zwiedzenie odpowiedniej liczby obiektów w miejscowościach położonych na ziemi prudnickiej, w tym w Pisarzowicach.

## Bezpieczeństwo
W zakresie ochrony przeciwpożarowej oraz innych miejscowych zagrożeń w Pisarzowicach działa jednostka Ochotniczej Straży Pożarnej, zrzeszona w Związku Ochotniczych Straży Pożarnych RP w Strzeleczkach. Jednostka OSP została założona w 1933. Do 1998 bezpieczeństwo pożarowe w Pisarzowicach było nadzorowane przez Komendę Rejonową PSP w Prudniku.
Miejscowość jest pod opieką dzielnicowego rejonu służbowego nr 8 Komendy Powiatowej Policji w Krapkowicach.
Teren wsi, jak i całej gminy Strzeleczki, położony jest w strefie nadgranicznej w związku z czym Straż Graniczna dysponuje, na tym obszarze, specjalnymi kompetencjami w zakresie bezpieczeństwa. Gminę Strzeleczki obejmuje zasięgiem służbowym placówka Straży Granicznej w Opolu ze Śląskiego Oddziału SG.